# Breitnerstraat
De Breitnerstraat is een relatief korte straat in Amsterdam-Zuid.

## Geschiedenis en ligging
De straat heette in 1925 op de tekentafel nog Dijsselhofstraat naar schilder Gerrit Willem Dijsselhof; wel werd per gelijke datum een Breitnerplantsoen benoemd. Het Breitner-Witsenfonds wilde echter aan de kop van de straat een beeld van George Hendrik Breitner laten zetten; de gemeente Amsterdam ging akkoord maar eiste dat dan de straat Breitnerstraat zou heten; het plantsoen kreeg de naam Dijsselhofplantsoen. 
De straat ligt in het verlengde van de Cornelis Schuytstraat, de verbinding over het Noorder Amstelkanaal wordt verzorgd door de Isaac Israëlsbrug (brug 408). Ze eindigt op de Apollolaan.
In juni 1991 werd hier crimineel Klaas Bruinsma neergeschoten.

## Gebouwen
Aan de straat staan slechts vier gebouwen. Twee huisnummers (2 en 4) zijn bestemd voor het aan de westelijke zijde staande hoge Hilton Amsterdam Hotel, dat tevens een adres heeft aan de Apollolaan. Aan de oostelijke zijde staat het voormalige dependence daarvan (later Bilderberg aan het Dijsselhofplantsoen; het grote hotel is ontworpen door Huig Maaskant, Frederik Willem de Vlaming, Harry Salm en H.M. Fennis; het kleine door de laatste drie. De twee andere gebouwen staan de aan de oostzijde en dragen slechts één huisnummer: 1.

### Breitnerstraat 1
Dit adres werd toebedeeld aan twee gebouwen, ontworpen door F.A. Warners en gebouwd rond 1930. Het noordelijke gebouw was van 1946/1947 in gebruik bij de Nieuwe Middelbare School voor Meisjes met een vijfjarige cursus gevestigd afkomstig uit de Pieter de Hoogstraat. Nog in 1969 vond ze dat meisjes anders onderwezen moesten worden dan jongens, ondanks de Mammoetwet. De school kreeg toen de naam De Breitner, in eerste instantie een Hoger Algemeen Voortgezet Onderwijs (HAVO) voor meisjes. De jongens volgden echter toch rond 1971. De school was populair; kreeg een noodgebouw aan de overzijde, waar echter snel daarna gebouwd ging worden aan het hotel. De school pakte haar biezen en vertrok naar het Hygeaplein. De school zelf ging daarbij op in het (Nieuw) Amsterdams Lyceum.

### Gevelsteen
Op het gebouw, dat officieus ook wel adres nummer 3 heeft, is bij de bouw een gevelsteen geplaatst met daarop een tafereel en het opschrift Mansette. Het werk is gesigneerd LN. Er zijn diverse uitleggen over de steen: 
- volgens Buitenkunst Amsterdam en Rijksakademie op de kaart gaf kunstenaar Louis van der Noordaa oosterse mensen weer die over een welf- of boogbrug lopen[3][4]
- volgens Gevelstenen van Amsterdam betreft het een werk van J. van Noord met een tafereel uit de klucht De bruiloft van Kloris en Roosje.[5]
- Muurvast en gebeiteld van Ype Koopmans schrijft het werk toe aan Louis van der Noordaa en vermeldt het als gevelsteen Mansette.[6]

## Afbeeldingen

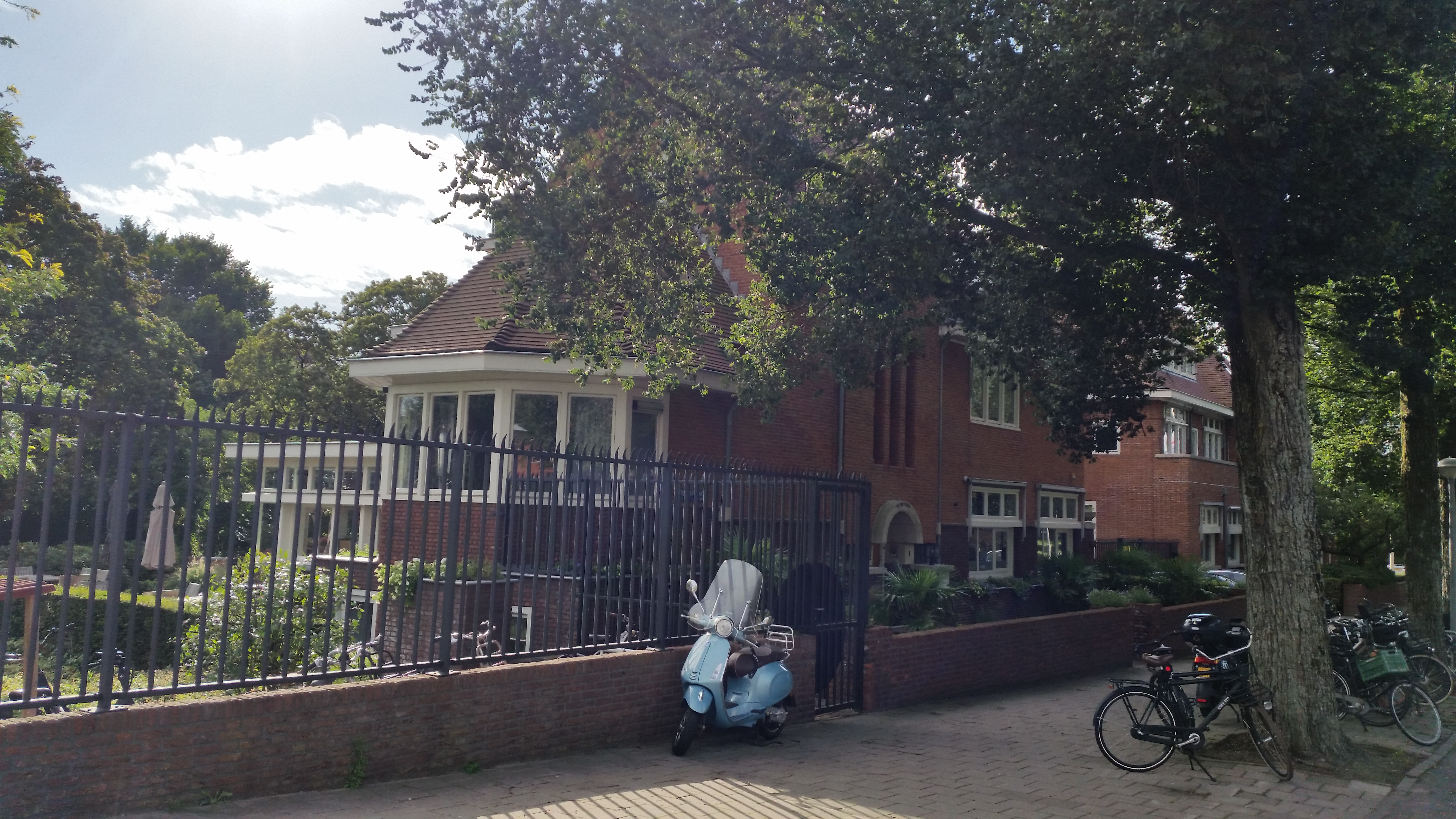
Breitnerstraat 1 (en 3) (augustus 2020)
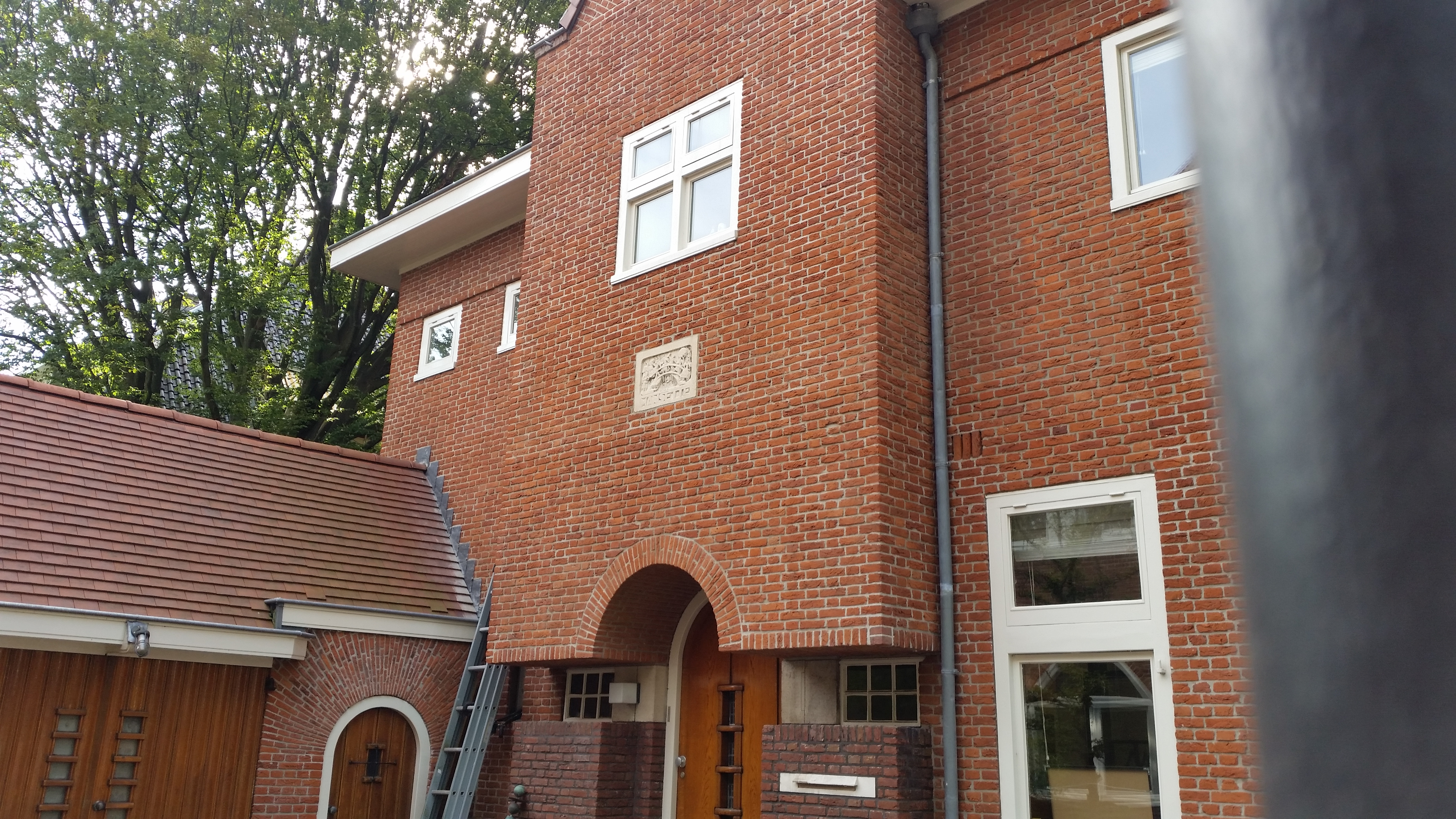
Gevelsteen Breitnerstraat (augustus 2020)